# Matthias Wittwer
Matthias Wittwer (* 15. Juli 1953 in Pforzheim; † 23. Dezember 2003 ebenda) war ein deutscher Kommunalpolitiker (CDU).

## Leben
Wittwer war ausgebildeter Großhandelskaufmann. Ab 1980 war er für die CDU Mitglied des Gemeinderats von Pforzheim. 1986 wurde er zum Beigeordneten für das Bau- und Planungsdezernat gewählt. 1998 wurde er zudem als Nachfolger des verstorbenen Siegbert Frank zum Ersten Bürgermeister und Stellvertreter des Oberbürgermeisters von Pforzheim gewählt. Er amtierte bis zu seinem Tod im Dezember 2003. Ihm folgte Andreas Schütze nach. Er wurde auf dem Pforzheimer Hauptfriedhof beigesetzt.